# Conrad Adolf Björkman
Conrad Adolf Björkman, född 20 november 1873 i Osby, död 11 oktober 1942 i Osby, var en svensk evangelist i Helgelseförbundet, förläggare, författare och musikaffärsinnehavare. Björkman tillhörde både Helgelseförbundet och missionsförsamlingen i Osby. Han blev omvänd "till Gud" på nyårsdagen 1891 och gick en evangelistkurs i Götabro år 1894. Sedan följde tio år som evangelist i Uppland, Närke och Skåne. Redan nu kom flera av Björkmans sånger till (under signaturen "Conrad"), och år 1896 kom samlingen Sånger till Lammets lof.
Men den verkligt populära samlingen blev Ungdomsstjärnan, som första gången gavs ut år 1901 men kom ut i flera ständigt utökade upplagor och till slut hade sålts i 300 000 exemplar. 1906 utgavs den fjärde upplagan, med tillägget att sångerna också var syftade för barn och inte bara ungdomar. Björkman gifte sig år 1904 med Ida Björkman, född Ekberg, och därefter arbetade han på heltid med sitt förlag och sin musikaffär. Han är representerad i nya sångsamlingar som  Psalmer och Sånger 1987 (PSS1987) och Frälsningsarméns sångbok 1990 (FA1990).

## Psalmer
- Bed, ungdom, bed! nr 41 i Ungdomsstjärnan med titeln "Bed, ungdom, bed!"
- Den himmelska lyckan jag funnit nr 14 i Ungdomsstjärnan med titeln "Min lycka".
- Det är saligt att få bära nr 8 i Ungdomsstjärnan med titeln "Det är saligt".
- Det bästa jag vet om Jesus nr 107 i Ungdomsstjärnan med titel som inledningsstrofen
- Det går så väl, då Jesus själv får leda, Förbundstoner år 1911, nr 351
- En folkhop mot Golgata drager, FA 729 = Från Golgata en ström utgår nr 93 i Ungdomsstjärnan
- Ett fattas dig nr 37 i Ungdomsstjärnan med titeln "Ett fattas dig".
- Från bergets topp i Tillägg till Segertoner 1925
- En stilla stund med Gud i bön, Förbundstoner år 1911, nr 484
- Frälsare kär, o jag beder införd i Trons Segrar 1910 och i Ungdomsstjärnan 1911.
- Frälst jag är, o nådens under! nr 6 i Ungdomsstjärnan med titeln "Frälst av nåd".
- För det dyra Lamm sig böjer (Från tyskan), Förbundstoner år 1911, nr 453
- Han älskar dig, din Fader öm nr 4 i Ungdomsstjärnan med titeln "Han älskar dig." Musik av Nils Frykman.
- Han är min gud, "den Gamle utav dagar" nr 12 i Ungdomsstjärnan med titeln "Han är min Gud".
- Herre, bevara mig i en frestande värld nr 25 i Ungdomsstjärnan med titeln "Bevara mig, Herre".
- Hur skall en ynglig på sin färd nr 15 i Ungdomsstjärnan med titeln "Ynglingens ledstjärna".
- Hur snabbt de förrinna, de dagar och år nr 36 i Ungdomsstjärnan med titeln "De gå våra år".
- Härliga lott att i ungdomens dagar (nr 9 i Ungdomsstjärnan med titeln "Härliga lott", nr 589 i Svenska Missionsförbundets sångbok 1920 )
- Hör ett budskap ifrån Jesus nr 35 i Ungdomsstjärnan med titeln "Hör han kallar".
- I den brustna klippans ränna nr 27 i Ungdomsstjärnan med titeln "Göm mig djupare".
- I livets gyllne dagar nr 10 i Ungdomsstjärnan med titeln "Ungdomsglädje".
- I tidens aftonskymning
- Immanuel, vår himlaborne gäst, Förbundstoner år 1911, nr 529
- Ingen må frukta, som Jesus har funnit nr 20 i Ungdomsstjärnan med titeln "Till de nyomvända".
- Ja, jag tror att Gud hör bön, FA 757 med refrängen till sången "Om jag blivit blott en enda gång".
- Jag höra vill, vad Herren talar nr 22 i Ungdomsstjärnan med titeln "Jag vill höra".
- Jag vill börja med dig, o min Jesus nr 7 i Ungdomsstjärna med titeln "Jag vill börja med dig".
- Jesus, du som var den störste nr 29 i Ungdomsstjärnan med titeln "Min ungdoms prydnad".
- Jesus, i din varma kärlek nr 24 i Ungdomsstjärnan med titeln "Hjärtats längtan".
- Jublen, I rättfärdige nr 115 i Ungdomsstjärnan med titeln "Gud är god".
- Jubla varje själ, som hör det nr 135 i Ungdomsstjärnan med titeln "Frihetsklockan". Översatt Inv. R. Sweneys text.
- Nu går jag hem så trygg och nöjd nr 5 i Ungdomsstjärnan med titeln "Ledsagaren".
- Nu herden har funnit sitt bortlupna får nr 18 i Ungdomsstjärnan med titeln "I herdens famn".
- 71 O du Guds Lamm, som tåligt bar Förbundstoner år 1911, nr 71
- O Gud, bevara din unga skara nr 30 i Ungdomsstjärnan med titeln "De ungas bön".
- O, hur ljuvt för själ och sinne nr 28 i Ungdomsstjärnan med titeln "Vid bönestunden".
- O Jesus, låt mig vara, Förbundstoner år 1911, nr 404
- O tänk, vad det är saligt nr 77 i Ungdomsstjärnan med titeln "Vad det är saligt".
- O, vilken ljuvlig sällhet och vila nr 13 i Ungdomsstjärnan med titeln "Vila".
- Om jag blivit blott en enda gång, Förbundstoner år 1911, nr 574 i P&S 1987.
- Se, Jesu famn den öppen står nr 79 i Ungdomsstjärnan med titeln "Låt barnen komma".
- Se, o Gud, din unga skara nr 26 i Ungdomsstjärnan med titeln "Samlingssång".
- Själavinnarens lott är den bästa nr 122  i Ungdomsstjärnan med titeln "Själavinnarens lott".
- Som fågeln, löst ur bojans tvång nr 1 i Ungdomsstjärna med titeln "Glad och fri".
- Tag Jesus med, o yngling på din färd nr 34 i Ungdomsstjärnan med titeln "Tag Jesus med!".
- Mall:Tomma äro syndens fröjder nr 31 i Ungdomsstjärnan med titeln "Kom idag".
- Tänk, hur ömt han älskar barne nr 78 i Ungdomsstjärnan med titeln "Barnavännen".
- Unga skara, du som rusar, Förbundstoner år 1911, nr 583
- Vem är den vännen Jesus lik? nr 3 i Ungdomsstjärnan med titeln "Vännen framför andra".
- Vi, en ungdomsskara här nr 11 i Ungdomsstjärnan med titeln "Under korsbanéret".
- Visst är det många, som säga än nr 76 i Ungdomsstjärnan med titeln "Barnens evangelium".
- Välsignade Ande, som Frälsaren sände, Förbundstoner år 1911, nr 114